# Station Siedlce Wschodnie
Station Siedlce Wschodnie is een spoorwegstation in de Poolse plaats Siedlce.